# Le Fantôme de l'Opéra (film, 1925)
Pour les articles homonymes, voir Le Fantôme de l'Opéra (homonymie).
Pour plus de détails, voir Fiche technique et Distribution.
Le Fantôme de l'Opéra (The Phantom of the Opera) est un film américain de 1925, réalisé par Rupert Julian d'après le roman éponyme de Gaston Leroux. Il fait partie de la série des Universal Monsters.

## Synopsis
Erik, le Fantôme de l'Opéra, être à moitié fou rejeté par la société, vit dans les sous-sols désaffectés de l'opéra Garnier à Paris. Amoureux d'une des cantatrices nommée Christine Daaé, il intrigue pour qu'elle obtienne le premier rôle, avant de lui réclamer son amour en retour.
Mais celle-ci, découvrant la profonde laideur de celui qu'on appelle le « Fantôme de l'Opéra », cherche par tous les moyens à échapper à son emprise, avec l'aide de son prétendant.

## Fiche technique
- Titre original : The Phantom of the Opera
- Réalisation : Rupert Julian
- Réalisateurs non crédités : Lon Chaney, Ernst Laemmle, Edward Sedgwick
- Assistant réalisateur : Joe Pasternak
- Scénario et adaptation : Elliott J. Clawson (en), Bernard McConville, Frank M. McCormack, Raymond L. Schrock, Jasper Spearing et Richard Wallace d'après le roman Le Fantôme de l'Opéra de Gaston Leroux
- Intertitres : Walter Anthony et Tom Reed
- Musique : Gustav Hinrichs
- Production : Carl Laemmle
- Société de production : Universal
- Photographie : Milton Bridenbecker, Virgil Miller et Charles Van Enger (non crédités)
- Montage : Edward Curtiss, Maurice Pivar et Gilmore Walker (non crédités)
- Création des décors : Ben Carré (non crédité)
- Direction artistique : Charles D. Hall et Elmer Sheeley (non crédités)
- Décorateur de plateau : Russell A. Gausman (non crédité)
- Maquillage : Lon Chaney (non crédité)
- Pays de production :  États-Unis
- Genre : Horreur
- Format : Noir et Blanc | Couleur (2-strip Technicolor) - Son : Mono - 1,33:1 - Format 35 mm
- Durée : 114 minutes (version 1925), 92 minutes (version 1929)[1]
- Dates de sortie : 
  - États-Unis :
    - 26 avril 1925 (première mondiale à San Francisco)
    - 6 septembre 1925 (première à New York)
    - 15 novembre 1925 (sortie nationale)

  - France : 22 septembre 1925

## Distribution

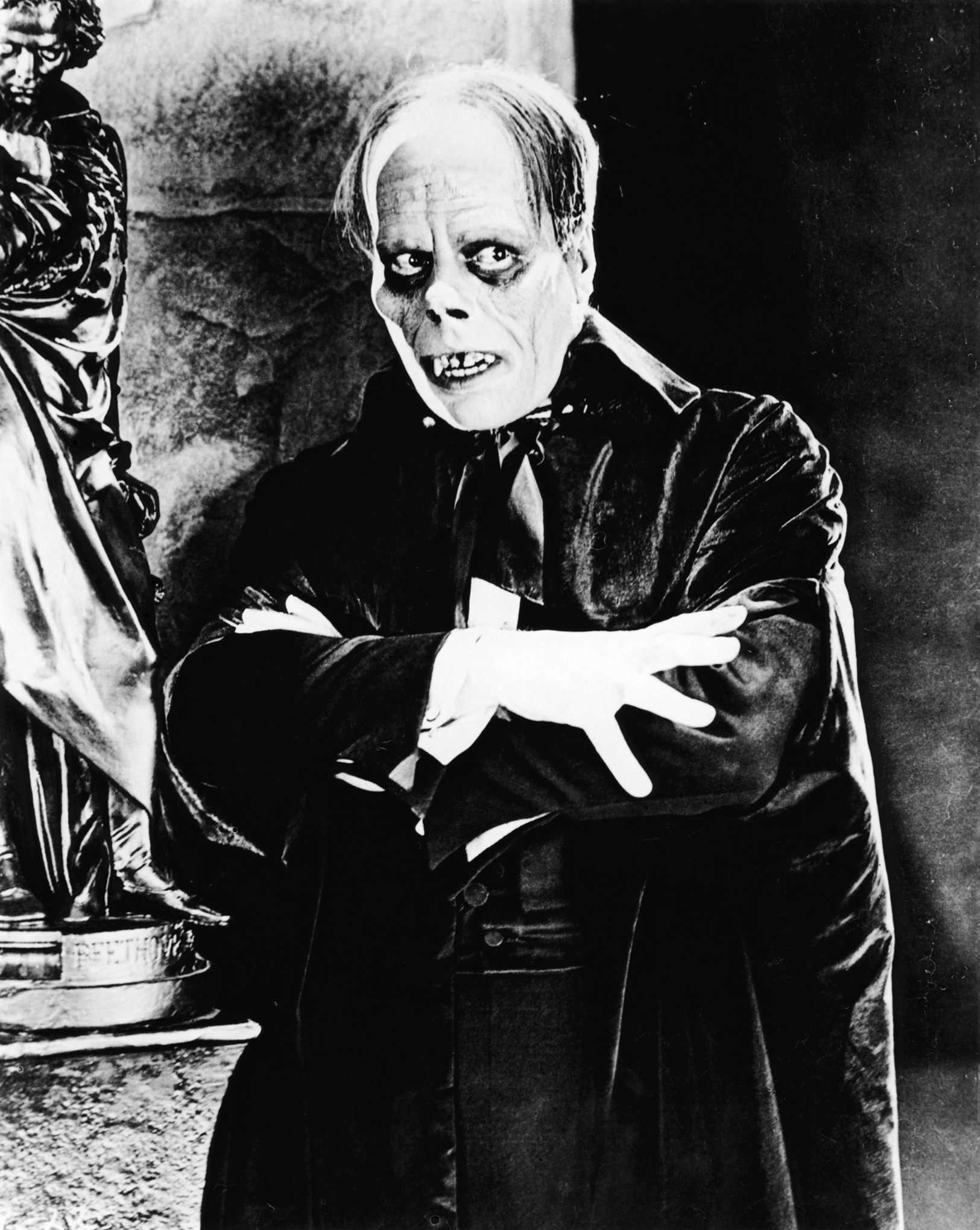
Erik le fantôme (Lon Chaney).

- Lon Chaney : Erik, le Fantôme de l'Opéra
- Mary Philbin : Christine Daaé
- Norman Kerry : Vicomte Raoul de Chagny
- Arthur Edmund Carewe : Ledoux
- Gibson Gowland : Simon Buquet
- John St. Polis : Comte Philippe de Chagny
- Snitz Edwards : Florine Papillon
- Virginia Pearson : Carlotta / la mère de Carlotta

Acteurs non crédités
- Olive Ann Alcorn : La Sorelli
- Ward Crane : Comte Ruboff
- George Davis : Garde devant la porte de Christine
- Cesare Gravina : Le directeur
- Carla Laemmle : Prima Ballerina
- John Miljan : Valentin
- Bernard Siegel : Joseph Buquet
- Edith Yorke : Mama Valerius

## Autour du film

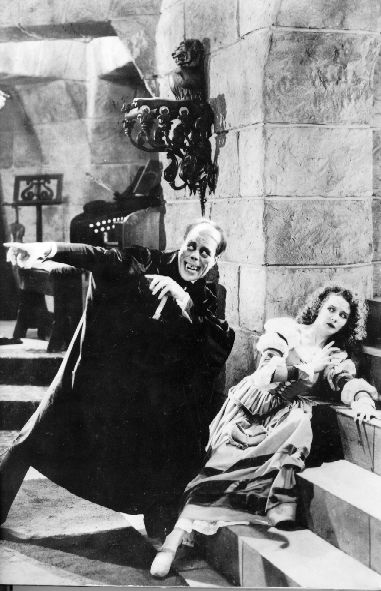
Erik, le Fantôme de l'Opéra (Lon Chaney), et Christine Daaé (Mary Philbin).

- Universal a produit en 1929 une version sonore du Fantôme de l'Opéra, certaines scènes ont été post-synchronisées, d'autre supprimées et d'autres enfin ajoutées. Lon Chaney, à l'époque sous contrat exclusif avec la MGM, n'a pas pu participer à cette production, on a donc supprimé les scènes où il remue les lèvres et on a ajouté une voix quand il se présente de dos. Cette version a été restaurée et éditée en blu-ray.
- L'Opéra Garnier a été recréé à Hollywood dans le fameux studio 28 d'Universal qui fut le premier à être construit en ciment tant le décor et ses centaines de figurants nécessitaient une structure solide. la façade de Notre-Dame de Paris, utilisée pour le film du même nom fut aussi réutilisée.
- Dans la scène où l'héroïne retire le masque du fantôme, il était prévu d'administrer des sels aux spectateurs qui se trouveraient mal.